# Pseudoderopeltis neavei
Pseudoderopeltis neavei es una especie de cucaracha del género Pseudoderopeltis, familia Blattidae.

## Distribución
Esta especie se encuentra en Mozambique, Malaui y Zimbabue.